# Giulio Cesare Strassoldo-Grafenberg
Giulio Cesare Strassoldo-Grafenberg (Gorizia, 1791 – Palmanova, 20 o 22 settembre 1855) è stato un militare friulano che raggiunse il grado di maggior generale dell’esercito imperiale austriaco e quello di cavaliere dell'Ordine militare di Maria Teresa.

## La rivoluzione italiana del 1848
Membro della nobile e antica famiglia friulana degli Strassoldo e figlio del generale Leopold Lorenz von Strassoldo, fu generale di brigata in Lombardia agli ordini del feldmaresciallo Radetzky, comandante supremo dell'esercito austriaco nel Lombardo-Veneto e marito di sua sorella Franziska.
Nel marzo 1848, alla sua “Brigata Strassoldo”, nel 1848 basata a Saronno, fu affidato il controllo di Monza e Como (con le dipendenza di quest'ultima: Lecco e Varese).  Egli si vide catturare più della metà della truppa (due dei quattro battaglioni ed i più grossi: 1° Warasdiner Kreuzer, 1º e 2º Prohaska) dai comaschi rivoltati (mentre un terzo, il 10º Feldjäger, assai più piccolo evacuava Varese).
Non si conoscono quanto l'insuccesso dipese dal comportamento dei due subordinati, il comandante della guarnigione di Como barone Milutinovic e il sopraggiunto superiore tenente colonnello Braumüller.  Certamente i due si comportarono, a Como, in maniera opposta a quanto fece Radetzky a Milano: mentre quest'ultimo disconosceva le modeste concessioni fatte dall'autorità civile al municipio e mandava forte truppa a prendere il municipio (riuscendoci) ed arrestare la municipalità (fallendo), i primi patteggiarono a lungo con il loro municipio sinché si trovarono assediati e costretti alla resa senza condizioni.  

Tuttavia, la carenza di documenti impedisce di valutare se tale diverso comportamento abbia minimamente a che fare con una supposta attitudine (o inettitudine) dello Strassoldo.  

Negli stessi giorni il fratello Michele perdeva il controllo di Rovigo ove la guarnigione, in gran parte italiana, passava ai rivoltosi.
In ogni caso perse le brigate e, il 22 marzo, raggiungeva il cognato al castello di Milano, con le poche residue truppe.  Lo seguiva, quindi, nella precipitosa ritirata verso Verona.

## La prima guerra di indipendenza
Radetzky gli concesse, comunque, una seconda chance: giunse ad aggregare alla sua ricostituita “Brigata Strassoldo” il famoso 5º reggimento ussari Radetzky.  

Probabilmente, egli meritò tanta fiducia: in ogni caso la sua brigata si distinse alla battaglia di Santa Lucia, pur dovendo, infine, evacuare le proprie posizioni di fronte all'assalto del Bava (alcune fonti affermano che lo Strassoldo vi fosse ucciso, quindi dovette restare ferito); lo stesso nella successiva controffensiva (in particolare alla battaglia di Milano. E il cognato procurò che lo Strassoldo venisse insignito dell'Ordine Militare di Maria Teresa, il successivo 29 giugno 1849.

## Esito
Dopo la morte, gli venne dedicato uno dei nuovi forti realizzati fra la prima e la seconda guerra di indipendenza attorno a Verona: ‘Forte Strassoldo’, appunto, poi 'Forte Croce Bianca', nella prima cerchia esterna, realizzato nel periodo 1851-1859, oggi completamente demolito e del quale non rimangono più tracce.